# Jonathan Haidt

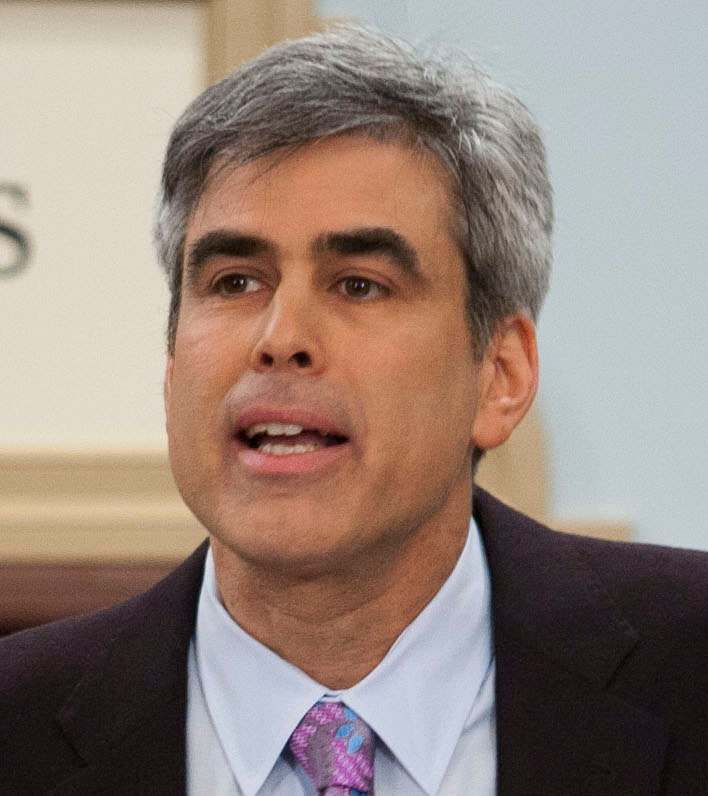
Jonathan Haidt (2012)

Jonathan Haidt (* 19. Oktober 1963 in New York City) ist ein US-amerikanischer Psychologe und Sozialpsychologe. Er ist Professor für Psychologie der Stern School of Business und Spezialist für Moral und Moralpsychologie. Er ist Autor mehrerer Bestseller; internationale Beachtung fand vor allem sein Buch The Anxious Generation (deutsch: Generation Angst), in dem er sich mit den Folgen einer „smartphonebasierten Kindheit“ auseinandersetzt. Haidt gilt als einer der 50 einflussreichsten lebenden Psychologen und gehört zu den am meisten zitierten Forschern der Politik- und Moralpsychologie.

## Leben und Werdegang
Haidt wurde in New York City geboren, wuchs allerdings in Scarsdale auf. Er erlangte 1985 einen Bachelor in Philosophie an der Yale University und erwarb 1992 an der University of Pennsylvania einen Doctor of Philosophy in Psychologie. Danach studierte er als Post-Doktorand und Fellow Kulturpsychologie an der University of Chicago, für drei Monate war er durch ein Fulbright-Stipendium in Orissa (Indien). Später arbeitete er als Associate Professor an der Universität von Virginia.

## Positionen
Bis 2009 sah Haidt sich selbst als „liberalen Partisanen“. Gleichwohl setzte er sich in seinem Buch The Righteous Mind auch mit liberalen Denk- und Argumentationsmustern kritisch auseinander. Seit 2012 fühlt er sich politisch keinem Lager mehr zugehörig.
2015 kritisierte Haidt eine Entwicklung an amerikanischen Universitäten, bei der eine zunehmend institutionalisierte Form von Zensur im Namen von Identitätspolitik und politischer Korrektheit versuche, „den Campus in eine Sicherheitszone zu verwandeln, wo junge Erwachsene vor Ideen und Wörtern geschützt werden, die ihnen Unwohlsein bereiten“. 2019 argumentierte Haidt, es gebe „eine sehr gute Chance, dass die amerikanische Demokratie versagen wird; dass wir in den nächsten 30 Jahren ein katastrophales Versagen unserer Demokratie haben“.
Im Jahr 2024 veröffentlichte Haidt das Buch The Anxious Generation: How the Great Rewiring of Childhood is Causing an Epidemic of Mental Illness. Darin untersucht er die Auswirkungen moderner Technologie wie Smartphones und sozialer Medien auf die psychische Gesundheit und das Wohlbefinden junger Menschen. Haidt diskutiert, wie der Übergang von einer auf Spiel basierenden Kindheit zu einer stärker technologieorientierten Umgebung zu einem Anstieg von Angst, Depression und anderen psychischen Erkrankungen bei Jugendlichen geführt hat, dies vor allem aufgrund des Mangels an unstrukturierter Spielzeit und einer übermäßigen Bildschirmzeit. Außerdem analysiert er, wie soziale Medien das Gefühl von sozialem Druck, Konkurrenz und Isolation bei Jugendlichen verstärken. Eingehend setzt sich Haidt mit dem Thema Geschlechtsinkongruenz und dem möglichen Einfluss von Social-Media-Trends auseinander. Er stellt fest, dass historisch gesehen der Prozentsatz von Männern höher war, die wegen Geschlechtsdysphorie eine geschlechtsangleichende Operation suchten, dass es aber in den letzten Jahren eine schnelle Zunahme bei Frauen gab, besonders unter den Gen-Z-Teenagern, die eine Behandlung für Geschlechtsdysphorie wünschten. Haidt diskutiert die komplexe Dynamik der Geschlechtsidentität und den Einfluss sozialer und kultureller Faktoren, einschließlich Online-Interaktionen, auf das Verständnis und die Erfahrung des Geschlechts.

## Auszeichnungen
- 2001: Templeton Prize für Positive Psychology
- 2004: Virginia Outstanding Faculty Award
- 2006: Laurance S. Rockefeller Distinguished Visiting Professor
- 2011: Henry Kaufman Visiting Professor of Business Ethics
- 2019: Mitglied der American Academy of Arts and Sciences

## Veröffentlichungen (Auswahl)

### Fachartikel
- Moral psychology and the misunderstanding of religion., edge.org, 21. September 2007.
- What Makes People Vote Republican?. edge.org, 8. September 2008.
- Understanding Libertarian morality: The psychological dispositions of self-identified libertarians., plosone.org, 21. August 2012. Veröffentlicht mit Ravi Iyer, Spassena Koleva, Jesse Graham und Peter Ditto.

### Bücher
- Flourishing: Positive Psychology and the Life Well Lived. Washington DC: American Psychological Association, 2003.
- The Happiness Hypothesis: Finding Modern Truth in Ancient Wisdom. New York: Basic Books, 2006. Deutsch: Haidt, Jonathan. Die Glückshypothese – was uns wirklich glücklich macht; die Quintessenz aus altem Wissen und moderner Glücksforschung, Kirchzarten: VAK-Verl., 2014.
- The Righteous Mind: Why Good People are Divided by Politics and Religion. New York: Pantheon, 2012.
- The Coddling of the American Mind: How Good Intentions and Bad Ideas Are Setting Up a Generation for Failure (mit Greg Lukianoff). Penguin Press, New York City, 2018, ISBN 978-0-7352-2489-6
- The Anxious Generation: How the Great Rewiring of Childhood is Causing an Epidemic of Mental Illness. Penguin Press, New York City, 2024.
  - Übersetzung: Generation Angst. Wie wir unsere Kinder an die virtuelle Welt verlieren und ihre psychische Gesundheit aufs Spiel setzen, Dt. von Jorunn Wissmann;  Monika Niehaus. Rowohlt, Hamburg 2024, ISBN 978-3-498-02836-7.